# Plasma

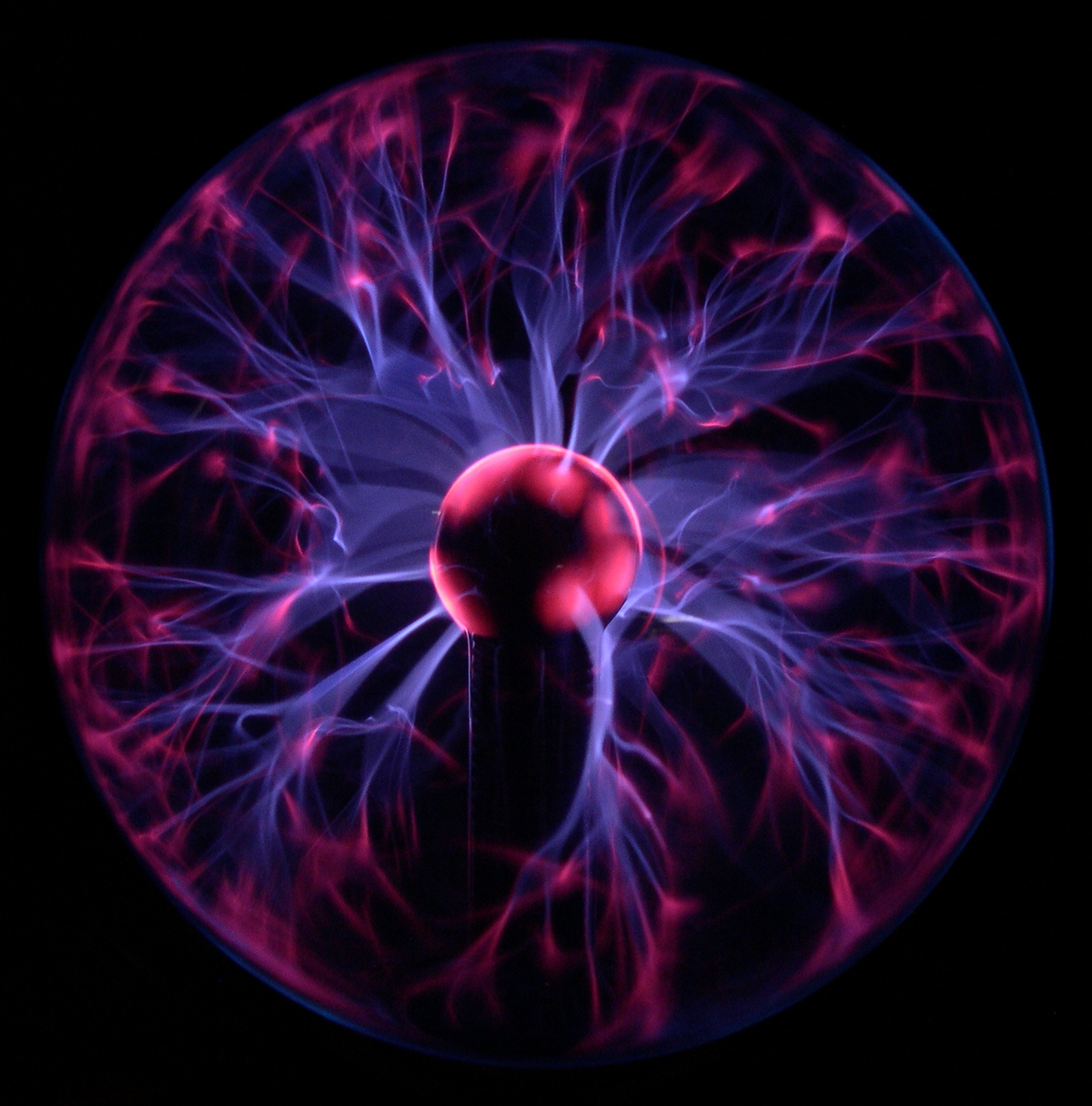
Một hạt nhân nguyên tử ở trạng thái plasma với những tia plasma mở rộng từ điện cực bên trong tới lớp thủy tinh cách điện bên ngoài, tạo ra nhiều chùm sáng.

Plasma (từ Ancient Greek  πλάσμα 'vật chất có thể uốn') hay còn được gọi là Ly tử thể là một trong bốn trạng thái cơ bản của vật chất, và được nhà hóa học Irving Langmuir mô tả lần đầu tiên trong những năm 1920. Nó bao gồm một chất khí gồm các ion – các nguyên tử mất một số electron trên quỹ đạo – và các electron tự do. Plasma có thể được tạo ra một cách nhân tạo bằng cách đốt nóng một chất khí trơ hoặc đặt nó vào một trường điện từ mạnh đến mức mà một chất khí bị ion hóa ngày càng trở nên dẫn điện. Các ion và điện tử mang điện tích bị ảnh hưởng bởi các trường điện từ tầm xa, làm cho động lực học plasma nhạy cảm hơn với các trường này so với khí trơ.
Plasma và khí ion hóa có các đặc tính và hành vi không giống như các trạng thái khác của vật chất, và sự chuyển đổi giữa chúng chủ yếu là vấn đề về danh pháp và tùy thuộc vào việc giải thích như thế nào. Dựa trên nhiệt độ và mật độ của môi trường chứa plasma, các dạng plasma ion hóa một phần hoặc ion hóa hoàn toàn có thể được tạo ra. Quảng cáo đèn neon và tia chớp là những ví dụ về các plasmas bị ion hóa một phần. Tầng điện ly của Trái Đất là một plasma và từ quyển chứa plasma trong môi trường không gian xung quanh Trái Đất. Phần bên trong của Mặt Trời là một ví dụ về plasma ion hóa hoàn toàn, cùng với vầng hào quang Mặt Trời và các ngôi sao.
Tích điện dương trong ion đạt được bằng cách loại bỏ các electron quay xung quanh hạt nhân nguyên tử. Tại đó tổng số electron bị loại bỏ có liên quan đến một trong hai yếu tố: nhiệt độ tăng hoặc mật độ địa phương của vật chất bị ion hóa khác. Điều này cũng có thể đi kèm với sự phân ly của các liên kết phân tử, mặc dù quá trình này khác hẳn với các quá trình hóa học của tương tác ion trong chất lỏng hoặc hành vi của các ion chia sẻ chung trong kim loại. Phản ứng của plasma đối với trường điện từ được sử dụng trong nhiều thiết bị công nghệ hiện đại, chẳng hạn như tivi plasma hay máy khắc plasma.
Plasma có thể là dạng vật chất thông thường phong phú nhất trong vũ trụ, mặc dù giả thuyết này hiện chỉ là dự kiến dựa trên sự tồn tại và các đặc tính chưa biết của vật chất tối. Plasma chủ yếu được cho là tồn tại ở các ngôi sao, mở rộng đến môi trường nội bộ hiếm gặp và có thể là các vùng giữa các thiên hà.

## Lịch sử
Từ plasma bắt nguồn từ Ancient Greek  πλάσμα 'vật chất có thể uốn' hoặc "thạch", và mô tả hành vi của các hạt nhân nguyên tử khi bị ion hóa và các electron trong khu vực xung quanh của plasma. Giải thích một cách đơn giản là mỗi hạt nhân này trôi lơ lửng trong một biển electron chuyển động được. Plasma lần đầu tiên được xác định trong ống Crookes, và được Sir William Crookes  mô tả vào năm 1879 (ông gọi nó là "vật chất bức xạ"). Bản chất của vật chất " tia âm cực " này sau đó đã được nhà vật lý người Anh Sir JJ Thomson xác định vào năm 1897.
Thuật ngữ "plasma" được Irving Langmuir đưa ra như một mô tả về khí ion hóa vào năm 1928. Lewi Tonks và Harold Mott-Smith, cả hai đều đã làm việc với Irving Langmuir trong những năm 1920, nhớ lại rằng Langmuir lần đầu tiên sử dụng từ "plasma", tương tự với máu. Đặc biệt, Mott-Smith nhắc lại rằng việc vận chuyển các điện tử từ các sợi nhiệt điện đã khiến Langmuir liên kết với hình ảnh "cách huyết tương mang các tiểu thể máu hồng cầu và bạch cầu."
Langmuir mô tả plasma mà ông quan sát được như sau:
"Ngoại trừ gần các điện cực, nơi có vỏ bọc chứa rất ít điện tử, khí bị ion hóa chứa các ion và điện tử với số lượng bằng nhau nên điện tích không gian thu được là rất nhỏ. Chúng ta sẽ sử dụng tên plasma để mô tả vùng này, vốn chứa các điện tích cân bằng của các ion và electron."

## Thuộc tính và thông số

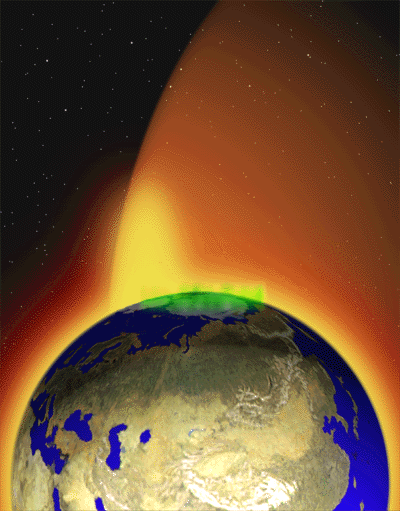
Hình ảnh tưởng tượng của nghệ sĩ về đài phun gió plasma của Trái Đất, cho thấy các ion oxy, heli và hydro phun vào không gian từ các vùng gần các cực của Trái Đất. Vùng màu vàng mờ được hiển thị phía trên cực bắc đại diện cho khí bị thoát khỏi Trái Đất và bay vào không gian; khu vực màu xanh lá cây là cực quang borealis, nơi năng lượng plasma đổ ngược trở lại bầu khí quyển.

### Định nghĩa
Plasma là một trạng thái vật chất trong đó một chất khí bị ion hóa trở nên dẫn điện cao đến mức điện trường và từ trường tầm xa chi phối hoạt động của vật chất. Trạng thái plasma có thể tương phản với các trạng thái khác: rắn, lỏng và khí.
Plasma là một môi trường trung hòa về điện của các hạt âm và dương không liên kết (tức là tổng điện tích của plasma gần như bằng không). Mặc dù các hạt này không bị ràng buộc, nhưng chúng không "tự do" theo nghĩa không trải qua các lực. Các hạt mang điện chuyển động tạo ra dòng điện trong từ trường, và bất kỳ chuyển động nào của hạt plasma mang điện đều ảnh hưởng và bị ảnh hưởng bởi trường tạo bởi các điện tích khác. Đổi lại, điều này chi phối hành vi tập thể với nhiều mức độ khác nhau. Ba yếu tố xác định plasma là:
1. Tiệm cận plasma: Tiệm cận plasma đạt tới khi thông số plasma, Λ,[26] đại diện cho số hạt mang điện trong một quả cầu (được gọi là quả cầu Debye có bán kính là chiều dài sàng lọc Debye) xung quanh một hạt tích điện nhất định, đủ cao bằng để che chắn ảnh hưởng tĩnh điện của hạt bên ngoài quả cầu.[21][22]
2. Tương tác hàng loạt: Chiều dài sàng lọc Debye (được xác định ở trên) là ngắn so với kích thước vật lý của huyết tương. Tiêu chí này có nghĩa là các tương tác trong phần lớn plasma quan trọng hơn các tương tác ở các cạnh của nó, nơi các hiệu ứng ranh giới có thể xảy ra. Khi tiêu chí này được thỏa mãn, huyết tương là chuẩn.[27]
3. Tần số plasma: Tần số plasma điện tử (đo dao động plasma của các điện tử) lớn so với tần số va chạm trung hòa điện tử (đo tần số va chạm giữa các điện tử và các hạt trung hòa). Khi điều kiện này được thỏa mãn, tương tác tĩnh điện chiếm ưu thế hơn các quá trình động học khí thông thường.[28]

### Nhiệt độ
Nhiệt độ plasma thường được đo bằng kelvin hoặc electronvolt và, một cách không chính thức, là thước đo động năng nhiệt trên mỗi hạt. Nhiệt độ cao thường cần thiết để duy trì quá trình ion hóa, đây là đặc điểm xác định của plasma. Mức độ ion hóa plasma được xác định bởi nhiệt độ electron so với năng lượng ion hóa (và yếu hơn bởi mật độ), trong một mối quan hệ được gọi là phương trình Saha. Ở nhiệt độ thấp, các ion và electron có xu hướng tái kết hợp thành các trạng thái liên kết – nguyên tử  – và plasma cuối cùng sẽ trở thành khí.
Trong hầu hết các trường hợp, các electron đủ gần với trạng thái cân bằng nhiệt mà nhiệt độ của chúng được xác định tương đối rõ ràng; điều này đúng ngay cả khi có sự sai lệch đáng kể so với hàm phân phối năng lượng Maxwellian, ví dụ, do bức xạ UV, các hạt năng lượng hoặc điện trường mạnh. Do có sự khác biệt lớn về khối lượng, các electron tự đạt đến trạng thái cân bằng nhiệt động lực học nhanh hơn nhiều so với trạng thái cân bằng với các ion hoặc nguyên tử trung hòa. Vì lý do này, nhiệt độ ion có thể rất khác với (thường thấp hơn) nhiệt độ electron. Điều này đặc biệt phổ biến ở các plasmas công nghệ được ion hóa yếu, nơi các ion thường ở gần nhiệt độ môi trường.

#### Khí bị ion hóa hoàn toàn so với khí bị ion hóa một phần (yếu)
Để plasma tồn tại, quá trình ion hóa là cần thiết. Bản thân thuật ngữ "mật độ plasma" thường dùng để chỉ "mật độ điện tử", tức là số lượng điện tử tự do trên một đơn vị thể tích. Mức độ ion hóa của plasma là tỷ lệ các nguyên tử bị mất hoặc nhận được electron, và được điều khiển bởi nhiệt độ electron và ion và tần số va chạm electron-ion so với electron-trung hòa. Mức độ ion hóa, {\displaystyle \alpha }, được định nghĩa là {\displaystyle \alpha ={\frac {n_{i}}{n_{i}+n_{n}}}}, với {\displaystyle n_{i}} là mật độ số lượng các ion và {\displaystyle n_{n}} là mật độ số nguyên tử trung hòa. Mật độ electron liên quan đến điều này bởi trạng thái điện tích trung bình   {\displaystyle \langle Z\rangle } của các ion thông qua {\displaystyle n_{e}=\langle Z\rangle n_{i}}, với {\displaystyle n_{e}} là mật độ số electron.
Trong plasma, tần số va chạm electron-ion {\displaystyle \nu _{ei}} lớn hơn nhiều so với tần số va chạm electron-trung hòa {\displaystyle \nu _{en}}. Do đó, với mức độ ion hóa yếu {\displaystyle \alpha }, tần số va chạm electron-ion có thể bằng tần số va chạm electron-trung hòa: {\displaystyle \nu _{ei}=\nu _{en}} là giới hạn ngăn cách plasma khỏi bị ion hóa một phần hoặc toàn bộ.
- Thuật ngữ khí được ion hóa hoàn toàn do Lyman Spitzer đưa ra không có nghĩa là mức độ ion hóa là thống nhất, mà chỉ là plasma đang ở trong chế độ chi phối do va chạm Coulomb, tức là khi {\displaystyle \nu _{ei}>\nu _{en}}, có thể tương ứng với mức độ ion hóa thấp tới 0,01%.[30]
- Khí bị ion hóa một phần hoặc yếu có nghĩa là plasma không bị chi phối bởi va chạm Coulomb, tức là khi {\displaystyle \nu _{ei}<\nu _{en}}.

Hầu hết các plasma "công nghệ" (được thiết kế) là khí ion hóa yếu.

#### Plasmas nhiệt và plasma lạnh
Dựa trên nhiệt độ tương đối của các electron, ion và chất trung hòa, các plasmas được phân loại là "nhiệt" hoặc "không nhiệt" (còn được gọi là "plasmas lạnh").
- Plasmas nhiệt có các electron và các hạt nặng ở cùng nhiệt độ, tức là chúng ở trạng thái cân bằng nhiệt với nhau.
- Mặt khác, plasma không nhiệt là các khí ion hóa không cân bằng, với hai nhiệt độ: ion và trung hòa ở nhiệt độ thấp (đôi khi nhiệt độ phòng), trong khi các electron nóng hơn nhiều. ({\displaystyle T_{e}\gg T_{n}}).[31] Một loại plasma không nhiệt phổ biến là khí hơi thủy ngân trong bóng đèn huỳnh quang, nơi "khí electron" đạt đến nhiệt độ 10.000 kelvins trong khi phần còn lại của khí chỉ cao hơn nhiệt độ phòng, vì vậy thậm chí có thể sờ tay vào bóng đèn khi nó đang hoạt động.

Một trường hợp đặc biệt và bất thường của plasma không nhiệt "nghịch đảo" là plasma nhiệt độ rất cao do máy Z tạo ra, nơi các ion nóng hơn nhiều so với các electron.

### Điện thế plasma

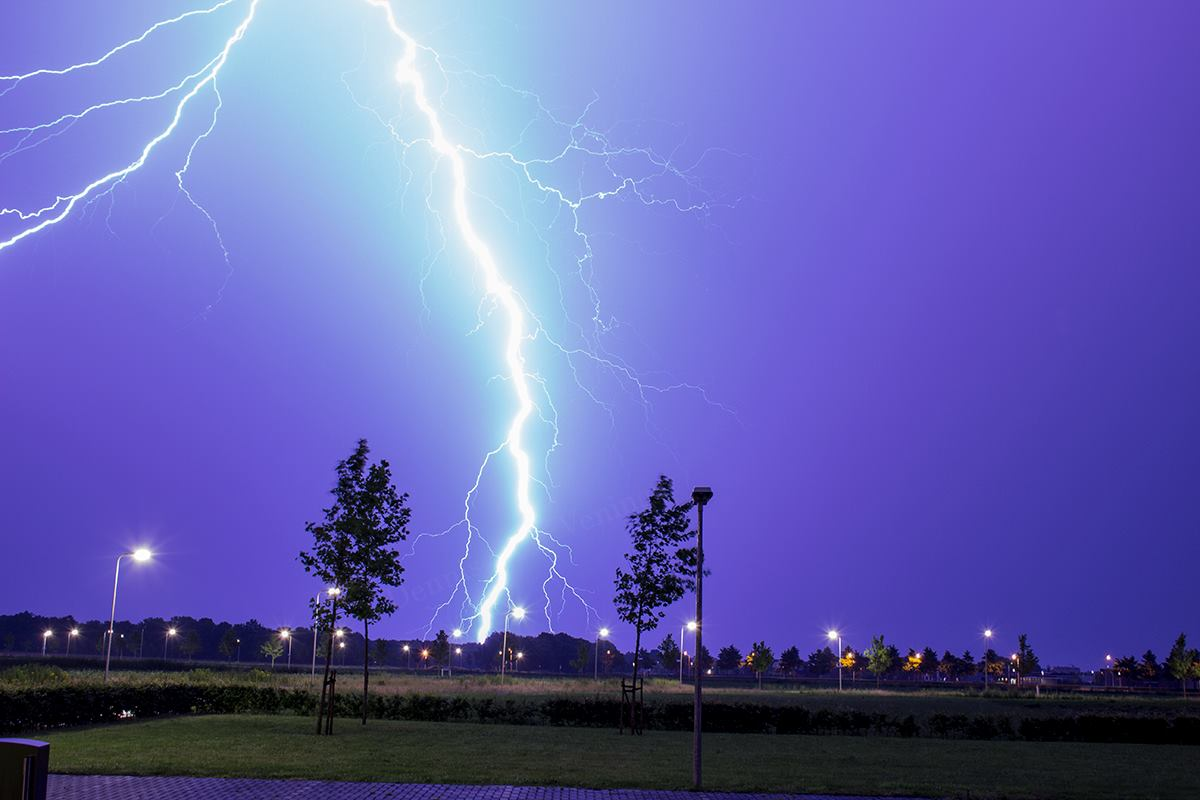
Sét như một ví dụ về plasma hiện diện trên bề mặt Trái Đất: Thông thường, tia sét phóng ra 30 kiloampe ở tối đa 100 megavolts và phát ra sóng vô tuyến, ánh sáng, tia X và thậm chí cả tia gamma. Nhiệt độ plasma có thể đạt tới 30000 K và mật độ điện tử có thể vượt quá 10 ^{24} m ^{−3}.

Vì plasmas là chất dẫn điện rất tốt nên điện thế đóng một vai trò quan trọng.   Điện thế trung bình trong không gian giữa các hạt mang điện, không phụ thuộc vào cách nó có thể được đo, được gọi là "thế plasma", hay "thế không gian". Nếu một điện cực được đưa vào trong plasma, điện thế của nó nói chung sẽ nằm dưới điện thế plasma đáng kể do cái được gọi là vỏ bọc Debye. Tính dẫn điện tốt của plasmas làm cho điện trường của chúng rất nhỏ. Điều này dẫn đến khái niệm quan trọng về "độ chuẩn", nói rằng mật độ của điện tích âm xấp xỉ bằng mật độ của điện tích dương trên một thể tích lớn của plasma ({\displaystyle n_{e}=\langle Z\rangle n_{i}}), nhưng trên quy mô của độ dài Debye có thể có sự mất cân bằng điện tích. Trong trường hợp đặc biệt mà các lớp kép được hình thành, sự phân tách điện tích có thể kéo dài vài chục độ dài Debye.    
Độ lớn của điện thế và điện trường phải được xác định bằng các phương pháp khác ngoài việc tìm mật độ điện tích thuần. Một ví dụ phổ biến là giả sử rằng các electron thỏa mãn quan hệ Boltzmann:
{\displaystyle n_{e}\propto e^{e\Phi /k_{B}T_{e}}.}
Vi phân mối quan hệ này cung cấp một phương tiện để tính toán điện trường từ mật độ:
{\displaystyle {\vec {E}}=(k_{B}T_{e}/e)(\nabla n_{e}/n_{e}).}
Hoàn toàn có thể tạo ra một plasma không phải là chất trung tính. Ví dụ, một chùm điện tử chỉ có các điện tích âm. Mật độ của plasma không trung tính nói chung phải rất thấp, hoặc nó phải rất nhỏ, nếu không, nó sẽ bị tiêu tán bởi lực đẩy tĩnh điện.
Trong các plasmas vật lý thiên văn, sàng lọc Debye ngăn không cho điện trường ảnh hưởng trực tiếp đến plasma trong khoảng cách lớn, tức là lớn hơn chiều dài Debye. Tuy nhiên, sự tồn tại của các hạt tích điện khiến plasma tạo ra và bị ảnh hưởng bởi từ trường. Điều này có thể và thực sự gây ra các hành vi cực kỳ phức tạp, chẳng hạn như tạo ra các lớp kép plasma, một vật thể phân tách điện tích trên vài chục độ dài Debye. Tính năng động của plasma tương tác với bên ngoài và tự tạo ra từ trường được nghiên cứu trong các ngành học của từ thủy động lực học.

### Từ hóa
Plasma có từ trường đủ mạnh để ảnh hưởng đến chuyển động của các hạt mang điện được cho là bị nhiễm từ. Một tiêu chí định lượng phổ biến là trung bình một hạt hoàn thành ít nhất một chuyển động quay quanh từ trường trước khi tạo ra va chạm, tức là {\displaystyle \omega _{\mathrm {ce} }/v_{\mathrm {coll} }>1}, với {\displaystyle \omega _{\mathrm {ce} }} là "tần số quay vòng điện tử" và {\displaystyle v_{\mathrm {coll} }} là "tốc độ va chạm của electron". Thường xảy ra trường hợp các electron bị nhiễm từ trong khi các ion thì không. Các plasmas bị nhiễm từ là dị hướng, có nghĩa là các đặc tính của chúng theo phương song song với từ trường khác với phương vuông góc với nó. Trong khi điện trường trong plasmas thường nhỏ do độ dẫn điện cao, thì điện trường liên kết với plasma chuyển động trong từ trường được cho bởi {\displaystyle \mathbf {E} =-v\times \mathbf {B} } (Ở đâu {\displaystyle \mathbf {E} } là điện trường, {\displaystyle \mathbf {v} } là vận tốc, và {\displaystyle \mathbf {B} } là từ trường), và không bị ảnh hưởng bởi tấm chắn Debye.

### So sánh pha plasma và pha khí
Plasma thường được gọi là trạng thái thứ tư của vật chất sau rắn, lỏng và khí, mặc dù plasma thường là một chất khí bị ion hóa. Nó khác biệt với những trạng thái này và những trạng thái năng lượng thấp hơn khác của vật chất. Mặc dù nó có liên quan chặt chẽ với pha khí ở chỗ nó cũng không có dạng hoặc thể tích xác định, nhưng nó khác nhau theo một số cách.

## Plasma trong khoa học vũ trụ và thiên văn học
Plasma cho đến nay là pha phổ biến nhất của vật chất thông thường trong vũ trụ, theo cả khối lượng và thể tích.
Bên trên bề mặt Trái Đất, tầng điện ly là plasma, và từ quyển chứa plasma. Bên trong Hệ Mặt trời của chúng ta, không gian liên hành tinh chứa đầy plasma được đẩy ra ngoài nhờ gió Mặt trời, kéo dài từ bề mặt Mặt trời ra ngoài nhật quyển. Hơn nữa, tất cả các ngôi sao ở xa, và phần lớn không gian giữa các vì sao hoặc không gian giữa các thiên hà cũng có khả năng chứa đầy plasma, mặc dù ở mật độ rất thấp. Các plasma vật lý thiên văn cũng được quan sát thấy trong đĩa bồi tụ xung quanh các ngôi sao hoặc các vật thể nhỏ gọn như sao lùn trắng, sao neutron, hoặc lỗ đen trong các hệ sao đôi gần. Plasma có liên quan đến sự phóng vật chất trong các máy bay phản lực vật lý thiên văn, chúng đã được quan sát thấy với các lỗ đen tích tụ  hoặc trong các thiên hà đang hoạt động như thiên hà Messier M87, với độ dài có thể kéo dài tới 5.000 năm ánh sáng.

## Hiện tượng plasma phức tạp
Mặc dù các phương trình cơ bản của các plasma tương đối đơn giản, hành vi của plasma cực kỳ đa dạng và tinh tế: sự xuất hiện của hành vi bất ngờ từ một mô hình đơn giản là đặc điểm điển hình của một hệ thống phức tạp. Các hệ thống như vậy theo một nghĩa nào đó nằm trên ranh giới giữa hành vi có trật tự và không có trật tự và thường không thể được mô tả bằng các hàm toán học đơn giản, trơn tru, hoặc bằng sự ngẫu nhiên thuần túy. Sự hình thành tự phát của các đặc điểm không gian thú vị trên một loạt các quy mô chiều dài là một biểu hiện của sự phức tạp plasma. Ví dụ: các đối tượng địa lý rất thú vị vì chúng rất sắc nét, không liên tục về mặt không gian (khoảng cách giữa các đối tượng địa lý lớn hơn nhiều so với bản thân các đối tượng địa lý) hoặc có dạng fractal. Nhiều đặc điểm này lần đầu tiên được nghiên cứu trong phòng thí nghiệm, và sau đó đã được công nhận trên khắp vũ trụ. Ví dụ về độ phức tạp và cấu trúc phức tạp trong plasmas bao gồm:

### Dải hay sợi hóa
Các dải hoặc cấu trúc dạng chuỗi, còn được gọi là dòng Birkeland, được nhìn thấy trong nhiều plasmas, như quả cầu plasma, cực quang, tia chớp, vòng cung điện, pháo sáng mặt trời, và tàn tích của siêu tân tinh. Đôi khi chúng được kết hợp với mật độ dòng điện lớn hơn, và sự tương tác với từ trường có thể tạo thành cấu trúc dây từ tính. Sự cố vi sóng công suất cao ở áp suất khí quyển cũng dẫn đến sự hình thành các cấu trúc dạng sợi.
Việc sợi hóa cũng đề cập đến sự tự tập trung của một xung laser công suất cao. Ở công suất cao, phần phi tuyến của chỉ số khúc xạ trở nên quan trọng và gây ra chỉ số khúc xạ cao hơn ở trung tâm của chùm tia laser, nơi tia laser sáng hơn ở các cạnh, gây ra phản hồi làm tia laser tập trung hơn. Tia laser hội tụ chặt chẽ hơn có độ sáng đỉnh cao hơn (bức xạ) tạo thành plasma. Plasma có chỉ số khúc xạ thấp hơn một, và gây ra hiện tượng làm mờ chùm tia laze. Sự tác động lẫn nhau của chỉ số khúc xạ hội tụ và plasma làm giảm tập trung làm cho hình thành một sợi plasma dài có thể dài từ micromet đến kilômét. Một khía cạnh thú vị của plasma tạo ra sắc tố là mật độ ion tương đối thấp do hiệu ứng làm giảm tập trung của các điện tử ion hóa.  

### Plasma không trung tính
Cường độ và phạm vi của lực điện và độ dẫn điện tốt của các plasmas thường đảm bảo rằng mật độ điện tích dương và điện tích âm trong bất kỳ vùng lớn nào đều bằng nhau ("quasineutrality"). Một plasma có mật độ điện tích vượt quá đáng kể, hoặc, trong trường hợp cực đoan, bao gồm một loài duy nhất, được gọi là plasma không trung tính. Trong plasma như vậy, điện trường đóng một vai trò chi phối. Ví dụ như chùm hạt tích điện, đám mây điện tử trong bẫy Penning và plasmas positron.

### Plasma bụi / plasma hạt
Plasma bụi chứa các hạt bụi tích điện cực nhỏ (thường được tìm thấy trong không gian). Các hạt bụi thu được điện tích cao và tương tác với nhau. Plasma có chứa các hạt lớn hơn được gọi là plasma hạt. Trong điều kiện phòng thí nghiệm, plasmas dạng bụi còn được gọi là plasmas phức tạp.

### Plasma không thấm
Plasma không thấm là một loại plasma nhiệt hoạt động giống như một chất rắn không thấm so với khí hoặc plasma lạnh và có thể được đẩy về mặt vật lý. Sự tương tác của khí lạnh và plasma nhiệt đã được một nhóm do Hannes Alfvén đứng đầu nghiên cứu ngắn gọn vào những năm 1960 và 1970 vì những ứng dụng khả thi của nó trong việc cách nhiệt plasma nhiệt hạch khỏi thành lò phản ứng. Tuy nhiên, sau đó người ta phát hiện ra rằng từ trường bên ngoài trong cấu hình này có thể tạo ra sự bất ổn định trong plasma và sau đó dẫn đến sự mất nhiệt cao bất ngờ cho các bức tường. Vào năm 2013, một nhóm các nhà khoa học vật liệu đã báo cáo rằng họ đã tạo ra thành công plasma không thấm ổn định không bị giam giữ từ tính chỉ sử dụng một lớp bọc bằng khí lạnh siêu cao áp. Trong khi dữ liệu quang phổ về các đặc tính của plasma được cho là khó thu được do áp suất cao, thì tác động thụ động của plasma đối với việc tổng hợp các cấu trúc nano khác nhau đã gợi ý rõ ràng về sự hạn chế hiệu quả. Chúng cũng chỉ ra rằng khi duy trì tính không thấm trong vài chục giây, việc sàng lọc các ion tại mặt phân cách plasma-khí có thể làm phát sinh chế độ gia nhiệt thứ cấp mạnh (được gọi là đun nóng nhớt) dẫn đến động học khác nhau của các phản ứng và hình thành phức vật liệu nano.

## Các loại

### Plasma nguội
Nếu sự ion hóa được xảy ra bởi việc nhận năng lượng từ các dòng vật chất bên ngoài, như từ các bức xạ điện từ thì plasma còn gọi là plasma nguội. Ví dụ như đối với hiện tượng phóng điện trong chất khí, các electron bắn từ cation ra làm ion hóa một số phân tử trung hòa. Các electron mới bị tách ra chuyển động nhanh trong điện trường và tiếp tục làm ion hóa các phân tử khác. Do hiện tượng ion hóa mang tính dây  chuyền này, số đông các phân tử trong chất khí bị ion hóa, và chất khí chuyển sang trạng thái plasma. Trong thành phần cấu tạo loại plasma này có các ion dương, ion âm, electron và các phân tử trung hòa.

### Plasma nóng
Nếu sự ion hóa xảy ra do va chạm nhiệt giữa các phân tử hay nguyên tử ở nhiệt độ cao thì plasma còn gọi là plasma nóng. Khi nhiệt độ tăng dần, các electron bị tách ra khỏi nguyên tử, và nếu nhiệt độ khá lớn, toàn bộ các nguyên tử bị ion hóa. Ở nhiệt độ rất cao, các nguyên tử bị ion hóa tột độ, chỉ còn các hạt nhân và các electron đã tách rời khỏi các hạt nhân.